# 上伏大庙
上伏大庙是一座明、清古建筑，位于山西省晋城市阳城县润城镇上伏村。2016年6月6日公布为第五批山西省文物保护单位。